# 蘇丹鎊
蘇丹鎊 （阿拉伯語: ‎ ）是蘇丹的流通貨幣，南蘇丹獨立初期也使用蘇丹鎊，直至南蘇丹鎊面世。輔幣單位格希，1蘇丹鎊=100格希。曾在1957年到1992年期間發行。1992年被苏丹第纳尔取代，1第纳尔=10镑，仅在北方流通，南方仍旧使用镑。2007年1月重新发行苏丹镑，1镑=100第纳尔。

## 流通中的貨幣

### 紙幣

#### 2006年

蘇丹曾經在2006年使用的紙幣。

- 1 鎊
  - 正面：喀土穆的蘇丹銀行、鴿子
  - 背面：鴿子
- 2 鎊
  - 正面：陶器
  - 背面：樂器
- 5 鎊
  - 正面：牆壁裝飾、人造衛星
  - 背面：水電站
- 10 鎊
  - 正面：大樹、高山、駱駝
  - 背面：喀土木的宮殿
- 20 鎊
  - 正面：機械、石油井架
  - 背面：工廠、無線電天線、水果
- 50 鎊
  - 正面：野生動物
  - 背面：羊、牛、駱駝

#### 2011年
- 2 鎊
  - 正面：陶器
  - 背面：樂器
- 5 鎊
  - 正面：牆壁裝飾、人造衛星
  - 背面：水電站
- 10 鎊
  - 正面：大樹、高山、駱駝
  - 背面：喀土木的宮殿
- 20 鎊
  - 正面：機械、石油井架
  - 背面：工廠、無線電天線、水果
- 50 鎊
  - 正面：野生動物
  - 背面：羊、牛、駱駝

## 外部連結
- 唐的世界硬币画廊：Sudan
- 罗恩·怀斯的世界纸币：Sudan 镜像网站
- 现代金融系统表格－库尔特·舒勒制作：Sudan 镜像网站
- 环球货币历史：The Sudan
- 《环球金融资料》货币历史表格（ 微软试算表格式）